# ATR (биология)
 Серин/треониновая протеинкиназа ATR  также известная как  атаксия-телеангиэктазия и Rad3-родственный белок  (ATR) или  FRAP-связанный белок 1  (FRP1) — фермент, кодируемый в организме человека геном  ATR . ATR принадлежит семейству фосфатидилинозитоловых 3-киназосвязанных киназных белков.

## Функция
ATR является серин/треонино-специфической протеинкиназой, которая отслеживает повреждения ДНК и в случае их обнаружения активирует остановку клеточного цикла в контрольной точке. ATR активируется в присутствии одноцепочечной ДНК, которая является промежуточным продуктом при эксцизионной репарации нуклеотидов и при репарации повреждений ДНК с помощью гомологичной рекомбинации. Одноцепочечная ДНК появляется также при остановке вилки репликации. ATR работает вместе с белком, называемым ATRIP, который опознаёт одноцепочечную ДНК, покрытую репликативным белком А. После активации ATR фосфорилирует Chk1, инициируя каскад сигналов трансдукции, которые приводят к остановке клеточного цикла. Кроме этого, ATR может работать и при невозмущённой репликации ДНК.
ATR родственна другой киназе — ATM, которая активируется двунитевым разрывом ДНК или разрушением хроматина.

## Клиническое значение
Мутации в АТR являются причиной синдром Секела (англ. Seckel syndrome), редкого наследственного заболевания, которое сходно по своим проявлениям с другим синдромом — атаксией телеангиэктазией, являющуюся результатом мутаций в гене ATM.
Ингибиторы ATR/Chk1 могут усиливать эффект ДНК-сшивающих агентов, которые часто используются при химиотерапии онкологических заболеваний. Первые клинические испытания с использованием ингибиторов ATR были инициированы в 2014 году двумя фармацевтическим компаниями: AstraZeneca (для лечения хронического лимфолейкоза, пролимфоцитарной лейкемии или B-клеточной лимфомы) и Vertex Pharmaceuticals (для лечения солидных опухолей).

## Взаимодействия
ATR взаимодействует с:
- BRCA1,[9][10][11][12]
- CHD4,[13]
- HDAC2,[13]
- MSH2,[14]
- P53[9][15]
- RAD17,[9][16]
- RHEB.[17]